# Mensur Idrizi
Mensur Idrizi (8 de Março de 1982, Macedônia) é um futebolista macedônio de origem albanesa que joga como atacante atualmente pelo KS Elbasani da Albânia .